# Britisk territorium i det indiske ocean
Britisk territorium i det indiske ocean (engelsk: British Indian Ocean Territory, også forkortet BIOT) er et Britisk oversøisk territorium i det Indiske ocean, beliggende halvvejs mellem Afrika og Indonesien. Området består i dag af syv atoller med totalt omkring 1 000 øer. Mauritius gør krav på området.
Området består i dag af Chagosøerne, der er ubeboede, bortset fra øen Diego Garcia, der huser en amerikansk militærbase. Den lokale befolkning blev tvangsflyttet i perioden 1967-73. Der er ikke muligt at besøge området uden særlig tilladelse.
Storbritannien har meddelt Mauritius, at området vil blive givet tilbage til Mauritius, når øerne ikke længere har militær betydning.
Storbritannien lader til at ville overdrage Chagosøerne til Mauritius i 2024.

## Geografi
Området består af Chagosøerne, der består af seks atolområder med et areal på 59 km² land og 54 340 km² vand:
- Diego Garcia er den største atol og den eneste beboede ø i Chagosøerne
- Egmont Islands med seks mindre øer
- Peros Banhos med 32 mindre øer
- Salomon Islands med 11 mindre øer
- Great Chagos Bank med cirka 7 mindre øer
- Blenheim Reef med cirka 4 mindre øer

- Aldabra, Farquhar og Desroches blev den 29. juni 1976 overladt til Seychellerne.

## Historie
Området blev opdaget i 1500-talet af portugisiske søfarende. Området var ubeboet og påkaldte sig begrænset interesse, men franskmændene etablerede i slutningen af 1700-tallet kokosnødplantager på øerne ved brug af slaver. I forbindelse med oprettelsen af plantagerne, lagde franskmændene området ind under den den franske koloni Mauritius, der også omfattede Seychellerne. Overhøjheden over området var omstridt mellem Frankrig og Storbritannien indtil indtil 1814, hvor Mauritius, Seychellerne og tilhørende områder blev overdraget til Storbritannien i forbindelse med Frankrigs nederlag i den sjette koalitionskrig og den efterfølgende fredsaftale.
Storbritannien udskilte i 1965 Chagosøerne fra Mauritius og øerne Aldabra, Farquhar og Desroches (Des Roches) fra Seychellerne og lod disse udskilte områder indgå i British Indian Ocean Territory. Ved udskillelsen, der skete i forbindelse med, at Mauritius opnåede selvstændighed fra Storbritannien i 1968, modtog 3.000.000 britiske pund.
Formålet med udskillelsen af øerne i et selvstændigt område under britisk overhøjhed var at oprette en militærbase til fordel for Storbritannien og USA. Øerne blev formelt oprettet den 8. november 1965. Den 23. juni 1976 blev Aldabra, Farquhar og Desroches returneret til Seychellerne i forbindelse med, at Seychellerne opnåede selvstændighed fra Storbritannien. Herefter har BIOT alene bestået af Chagosøerne.
Beboerne på Chagosøerne, kaldet 'Ilois' ('Øboerne'), der overvejende bestod af efterkommere af slavearbejderne i plantagerne, blev i 1967-73 tvangsflyttet til Mauritius. Mauritius modtog i 1973 en kompensation fra Storbritannien på £650.000 for at huse de tvangsflyttede beboere fra Chagosøerne. Tvangsflytningen har dog siden fortsat givet anledning til debat og kritik, og Storbritannien betalte i 1982 yderligere £ 4.000.000 til en fond, der skulle sikre de forflyttede øboere bedre forhold. I 2002 fik beboere i BIOT, herunder et større antal øboere, britisk statsborgerskab.
En række tvangsforflyttede øboere anlagde sag mod Storbritannien ved Den Europæiske Menneskerettighedsdomstol, der dog afviste sagen, da øboerne havde accepteret de oprindelige forlig, der var indgået i sagen og de dertil knyttede kompensationer.